# Jeera Jarernsuk
Jeera Jarernsuk (tiếng Thái: จิระ เจริญสุข, sinh ngày 18 tháng 5 năm 1985), còn được biết với tên đơn giản Art (tiếng Thái: อาร์ท), là một cầu thủ bóng đá người Thái Lan thi đấu ở vị trí hậu vệ phải cho câu lạc bộ Giải bóng đá Ngoại hạng Thái Lan Chainat Hornbill.

## Sự nghiệp câu lạc bộ
Anh thi đấu cho Bangkok University ở vòng bảng Giải vô địch bóng đá các câu lạc bộ châu Á 2007.

## Danh hiệu

### Câu lạc bộ
Đại học Băng Cốc
- Giải bóng đá Ngoại hạng Thái Lan
  -   Vô địch (1): 2006

### Quốc tế
U-23 Thái Lan
- Sea Games  Huy chương Vàng (1); 2007